# Yi Jun
Yi Jun, óók Yi Tjoune, (Buk-cheong, 18 december 1859 – Den Haag, 14 juli 1907) was een Koreaans rechter en diplomaat. Hij wordt zowel in Noord- als Zuid-Korea vereerd als nationale held.

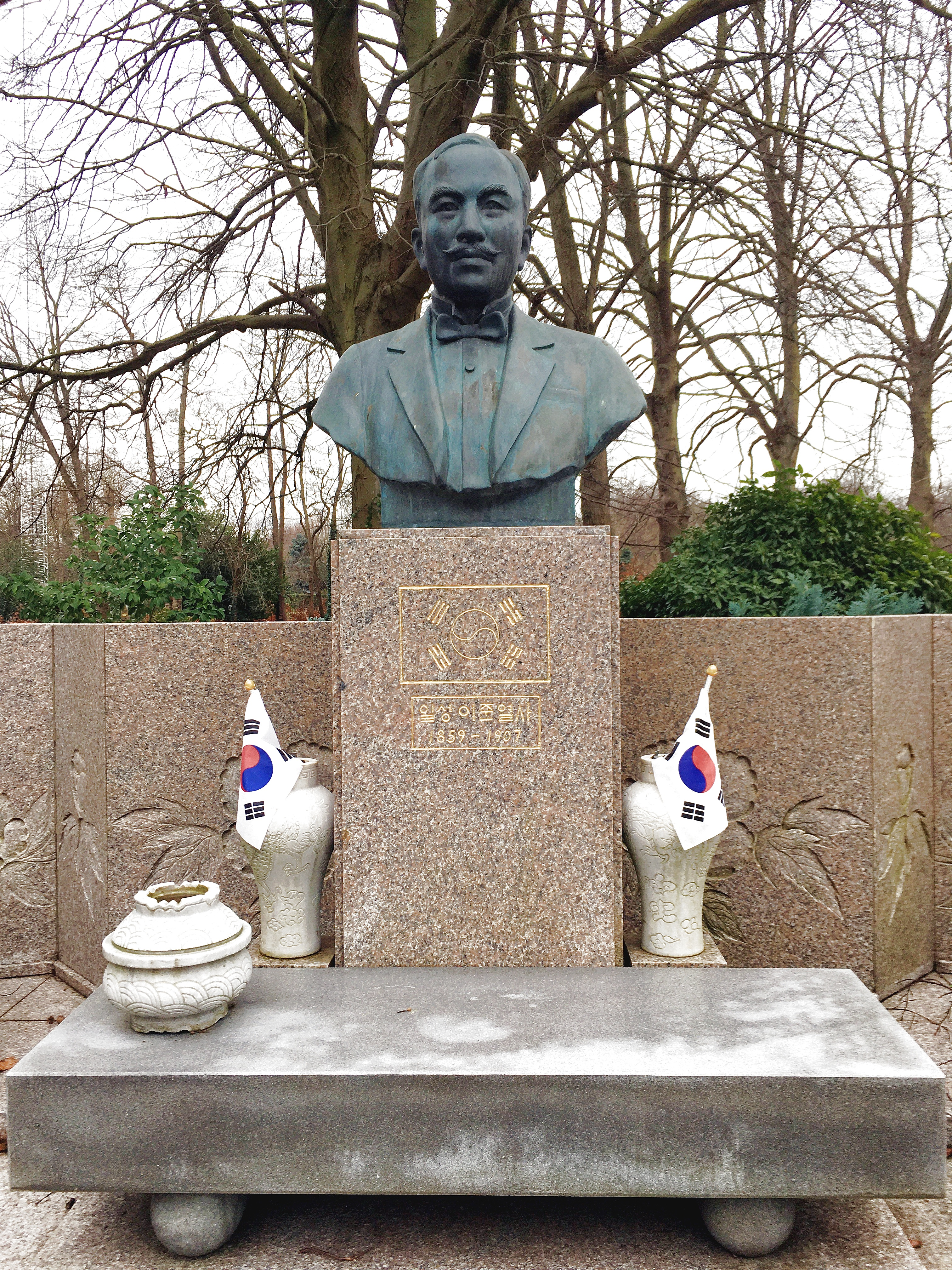
Cenotaaf van Yi Jun in begraafplaats Nieuw Eykenduynen

Yi Jun (이준) /nl: Ie-dzjoen/ werd geboren in Buk-cheong (북청) in de provincie Ham-kjungnamdo (함경남도) (tegenwoordig gelegen in Noord-Korea) en werkte later als rechter in Seoel. In 1907 werd hij met zijn landgenoten Yi Sang-sol en Yi Wi-jong door keizer Go-jong (고종) naar Den Haag afgevaardigd om de Tweede Vredesconferentie van Den Haag bij te wonen. Hij had opdracht om mee te delen dat Korea een onafhankelijke staat was en dat de Japanse invasie onrechtmatig was. Het drietal reisde in twee maanden tijd via de Trans-Siberische spoorlijn naar Den Haag.
De Koreaanse delegatie was echter niet officieel uitgenodigd, hoewel Nederland dat aanvankelijk wel van plan was geweest. Japan wist de overige delegaties van de vredesconferentie ervan te overtuigen dat Korea daarom niet mocht deelnemen. Enkele dagen nadat Yi Jun tegen deze gang van zaken had geprotesteerd, werd hij dood aangetroffen op zijn kamer in Hotel De Jong aan de Haagse Wagenstraat. Zijn doodsoorzaak is onbekend, maar in Zuid-Korea wordt aangenomen dat hij zelfmoord heeft gepleegd wegens de afwijzing door de internationale gemeenschap. In Japanse kranten werd destijds echter gesuggereerd dat hij was vermoord door Japanse spionnen.
De missie was toen al mislukt. De drie Koreanen hadden toen al een persconferentie gegeven en ruim aandacht gekregen in een onafhankelijke vredeskrant, die ter gelegenheid van de conferentie werd uitgegeven. Het directe gevolg van hun missie was dat de Japanners de Koreaanse keizer Kho-dzjong dwongen tot aftreden ten gunste van zijn zoon Sun-jong (순종). Tien dagen na de dood van Yi Jun werd Korea een protectoraat van Japan en in 1910 werd het officieel geannexeerd.
Yi Jun werd begraven op Nieuw Eykenduynen te Den Haag. Daar werd op 26 september 1963 zijn stoffelijk overschot opgegraven; het werd overgebracht naar Zuid-Korea en daar plechtig herbegraven. Op begraafplaats Nieuw Eykenduynen werd op zijn 70ste sterfdag (14 juli 1977) door de Zuid-Koreaanse overheid een monument onthuld op de plaats van zijn voormalige graf.

## Yi Jun Peace Museum

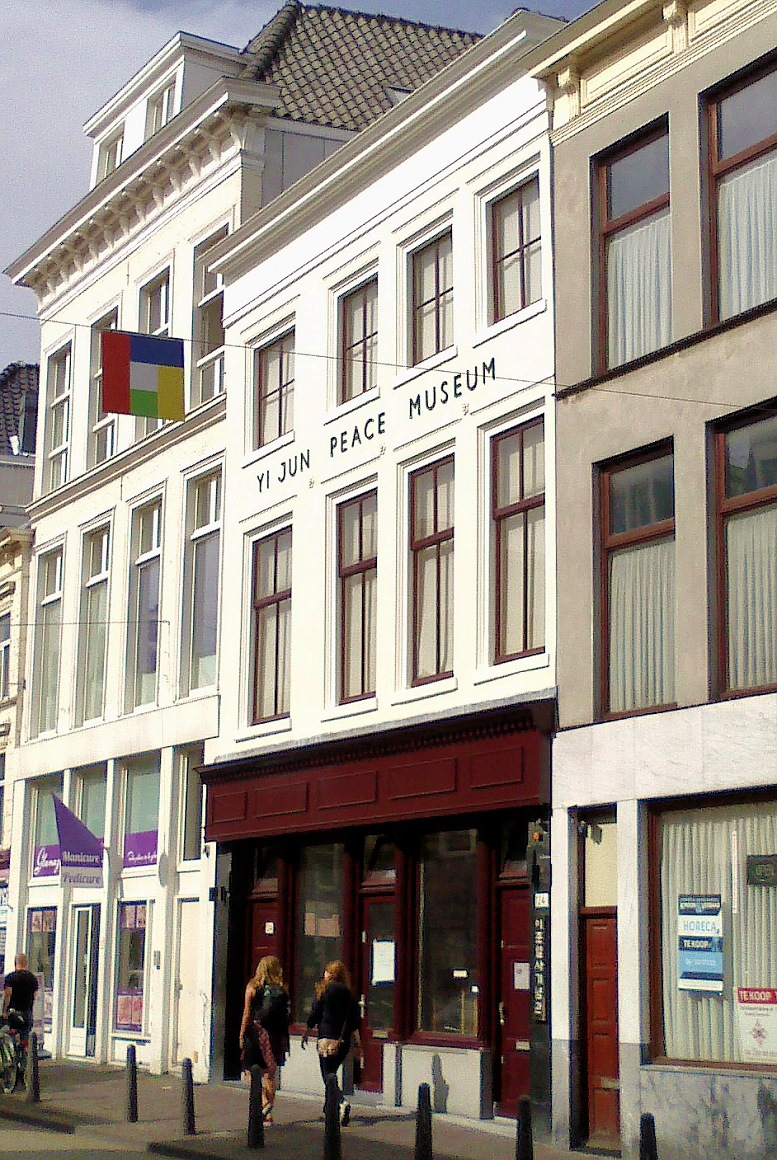
Yi Jun Peace Museum in de Wagenstraat te Den Haag (2016)

In het voormalige hotel De Jong, waar Yi Jun overleed, is sinds 1995 het Yi Jun Peace Museum gevestigd, een privémuseum ter nagedachtenis aan Yi Jun en voor de promotie van vrede. Het museum is opgericht door de Zuid-Koreaanse zakenman Lee Kee-hang en zijn echtgenote Song Chang-ju. Het museum is aangesloten bij het International Network of Museums for Peace (INMP).
In Leidschendam aan de Prinsenhof is de Yi Jun Memorial Church gevestigd in de voormalige katholieke Gedachteniskerk Paus Johannes XXIII.